# Serena (Pokémon)
Serena je fiktivan lik iz Pokémon franšize – videoigara, animiranih serija, manga stripova, knjiga, igračaka i ostalih medija kojima je tvorac Satoshi Tajiri. U video igrama prvi put se pojavila u Pokémon X i Y. Također se pojavila u Pokémon Masters EX i Super Smash Bros.
U animeu, Serena se prvi put pojavila u Pokémon the Series: XY kao suputnica Asha Ketchuma u regiji Kalos. Glas joj je posudio Mayuki Makiguchi za japanski, a Haven Paschall za engleski. Također se pojavila u anime web seriji Pokémon Evolutions u epizodi "The Visionary".
U poglavlju X & Y Pokémon Adventures, ženski lik imena Y ili Yvonne Gabena temelji se na Sereni. Također se pojavila u mangama Diancie and the Cocoon of Destruction i Hoopa and the Clash of Ages, igrajući istu ulogu kao u dotičnim filmovima na kojima su se temeljili.